# Tweecellige veldzuringroest
De tweecellige veldzuringroest (Puccinia acetosae) is een schimmel behorend tot de familie Pucciniaceae. Het is een biotrofe parasiet die uredinia en zelden telia vormt aan beide zijden van het blad van Zuring (Rumex). In Nederland bekend van Schapenzuring (Rumex acetosella) en Veldzuring (Rumex acetosa).

## Kenmerken

### Uiterlijke kenmerken
Puccinia acetosae is alleen met het blote oog te herkennen aan de sporenafzettingen die op het oppervlak van de waardplant uitsteken. Ze groeien in groepen die verschijnen als geelachtige tot bruine vlekken en puisten op bladoppervlakken.

### Microscopische kenmerken
Zoals bij alle Puccinia-soorten groeit het mycelium van Puccinia acetosae intercellulair en vormt het zuigdraden die in het opslagweefsel van de gastheer groeien. Spermogonia en Aecia van de soort zijn onbekend. De uredinia van de schimmel, die aan beide zijden van de gastheerbladeren groeien, zijn al vroeg bruin, verspreid en onbedekt. De geelbruine urediniosporen zijn 18-24 × 24-31 µm groot, bolvormig tot ovaal en licht stekelig. De telia van de soorten die aan de onderzijde van het blad groeien zijn klein, rond, zwartbruin en lang bedekt, ze hebben bruinige parafysen. De geelbruine teliosporen zijn tweecellig, meestal ellipsoïde tot ovaal, wrattenachtig en 28–42 × 19–26 µm groot. De steel is kleurloos en tot 35 µm lang.
De tweecellige veldzuringroest alleen correct worden gedetermineerd op Zuring (Rumex) aan de hand van microscopische kenmerken. Het is op basis van de zelden aanwezige telia eenvoudig te onderscheiden door de 2-cellige teliosporen; op basis van de urediniosporen te onderscheiden door de aanwezigheid van 2 kiemporen (en niet 3).

## Ecologie
De waardplanten van Puccinia acetosae zijn verschillende soorten zuring (Rumex). De schimmel voedt zich met de voedingsstoffen die aanwezig zijn in het opslagweefsel van de plant, zijn sporenopslag breekt later door het bladoppervlak en laat sporen vrij. De soort heeft een ontwikkelingscyclus waarvan tot nu toe alleen telia en uredia bekend zijn. Het is niet bekend of het van waardplant wisselt.

## Verspreiding
De tweecellige veldzuringroest komt voor in Europa, Noord-Amerika, Japan en een klein aantal andere Aziatische landen. In Nederland komt hij zeldzaam voor.